# Heterosavia bahamensis
Heterosavia bahamensis är en emblikaväxtart som först beskrevs av Nathaniel Lord Britton, och fick sitt nu gällande namn av Petra Hoffm.. Heterosavia bahamensis ingår i släktet Heterosavia och familjen emblikaväxter. Inga underarter finns listade i Catalogue of Life.